# Бландина Лионская
Святая Бланди́на (фр. Blandine, лат. Blandina, ум. 177) — раннехристианская мученица.

## Биография
Бландина была рабыней хрупкого телосложения и принадлежала госпоже, жившей в Лионе, которая, будучи христианкой, приобщила её к своей вере. В августе 177 года в Лионе начались жестокие гонения на христиан, в результате которых большинство прихожан местной общины были жестоко убиты. Этой участи не избежала и Бландина — она прошла через бичевание, травлю дикими зверями, обнажённой её сажали на раскалённый металл. Но она всё же не отказалась от своей веры, говоря своим палачам: «Я христианка, мы ничего плохого не делаем!» В конце её положили в ивовую сетку и бросили к быку, который долго кидал и швырял её, а потом Бландину зарезали. По смерти, вероятно, что её останки, вместе с телами прочих мучеников Лионских, были выставлены язычниками на шестидневное поругание, а затем сожжены и развеяны над Роной, чтобы воспрепятствовать, по мнению мучителей, воскресению тела.

## Почитание
В Католической церкви день памяти св. Бландины приходится на 2 июня (Собор мучеников Лионских).
В Православной Церкви день памяти святой Бландины приходится на 2 июня (по старому стилю)/15 июня (по новому стилю), 25 июля/7 августа (Лионских мучеников: Санкта, Матура, Аттала, Бландины, Библиады, Эпагафа, Александра, сщмч. Пофина и других мчч., числом сорока трех (177; Галл.)). Долгое время она почиталась как местночтимая святая, 9 марта 2017 года решением Священного Синода Русской Православной Церкви её имя было включено в месяцеслов Русской православной церкви, что означает общецерковное прославление.